# گایمبرگ
گایمبرگ (به آلمانی: Gaimberg) یک منطقهٔ مسکونی در اتریش است که در لاینس واقع شده‌است. گایمبرگ ۷٫۲۸ کیلومتر مربع مساحت دارد ۷۵۸ متر بالاتر از سطح دریا واقع شده‌است.